# Municipio de Madison (condado de Harrison)
El municipio de Madison (en inglés: Madison Township) es un municipio ubicado en el condado de Harrison en el estado estadounidense de Misuri. En el año 2010 tenía una población de 437 habitantes y una densidad poblacional de 4,36 personas por km².

## Geografía
El municipio de Madison se encuentra ubicado en las coordenadas 40°25′38″N 93°49′11″O / 40.42722, -93.81972. Según la Oficina del Censo de los Estados Unidos, el municipio tiene una superficie total de 100.33 km², de la cual 99,69 km² corresponden a tierra firme y (0,63 %) 0,63 km² es agua.

## Demografía
Según el censo de 2010, había 437 personas residiendo en el municipio de Madison. La densidad de población era de 4,36 hab./km². De los 437 habitantes, el municipio de Madison estaba compuesto por el 97,94 % blancos, el 0,23 % eran amerindios, el 0,23 % eran asiáticos, el 0,92 % eran isleños del Pacífico y el 0,69 % eran de una mezcla de razas. Del total de la población el 0,69 % eran hispanos o latinos de cualquier raza.